# Verenigde Arabische Staten
De Verenigde Arabische Staten was een kortstondige (1958-1961) confederatie tussen de Verenigde Arabische Republiek en het Mutawakkilitisch Koninkrijk Jemen (Noord-Jemen).
De Verenigde Arabische Republiek was een unie van Syrië en Egypte gevormd in 1958. In datzelfde jaar sloot het Koninkrijk Jemen zich aan bij de zeer losse unie die nu de Verenigde Arabische Staten werd genoemd. Ondanks de aansluiting bij de unie bleef Jemen een soevereine staat met een eigen zetel bij de Verenigde Naties en eigen ambassades. In 1961 kwam er een einde aan de korte geschiedenis van de confederatie met de uittreding van Jemen.

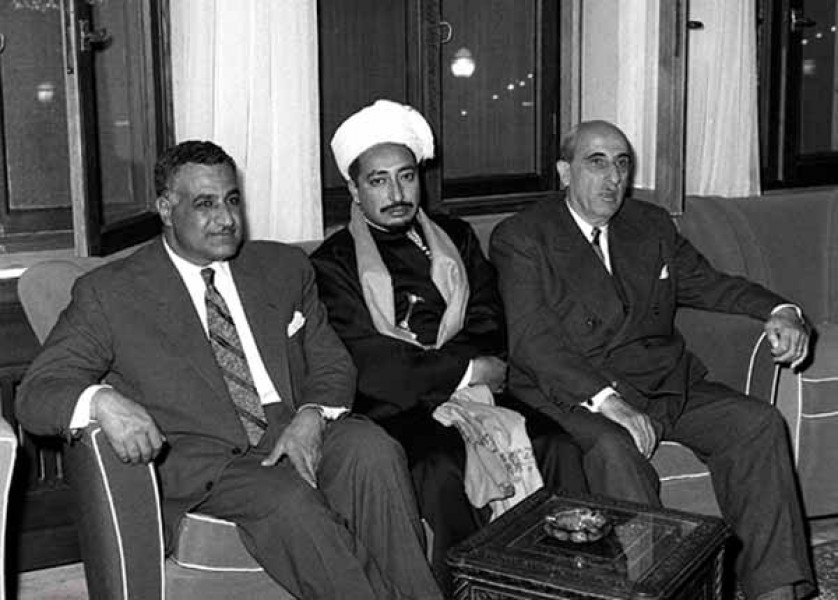
Van links naar rechts: president Gamal Abdel Nasser van Egypte, kroonprins Muhammad al-Badr van Jemen en president Shukri al-Kuwatli van Syrië in 1958 bij de oprichting van de Verenigde Arabische Staten in Damascus